# Cosmosoma flavita
Cosmosoma flavita är en fjärilsart som beskrevs av William Schaus 1901. Cosmosoma flavita ingår i släktet Cosmosoma och familjen björnspinnare. Inga underarter finns listade i Catalogue of Life.